# Hordócsiga
A hordócsiga vagy nagy kascsiga (Orcula dolium) Európában honos, a tüdőscsigákhoz tartozó szárazföldi csigafaj.

## Külső megjelenése
A csigaház színe sárgás-vörösesbarna, 4–10 mm magas és 2–5 mm széles, 8-10 kanyarulatból áll. Alakja vaskos hengert formáz, a végén kihegyesedő, finoman rovátkolt. Szájadékában ajakduzzanatot, valamint két tengelyirányú oldalsó és egy felső fogat találunk.   

## Elterjedése és életmódja
A hordócsiga az Alpokban és az Északi-Kárpátokban, valamint a közeli középhegységekben él 2100 m tengerszint fölötti magasságig. Magyarországon a Mecsekben, a Börzsönyben és a Tornai-karszton találhatók populációi.
Mészkősziklákon, hegyvidéki erdők avarjában, nedves vagy napsütötte, száraz lejtőkön él. Az Alpokban meglehetősen gyakori.
Magyarországon védett állat, természetvédelmi értéke 5000 Ft.  

## Külső hivatkozások
- Fajleírás (angol nyelven)
- A faj elterjedése